# Gigue (instrument)
Pour les articles homonymes, voir Gigue.

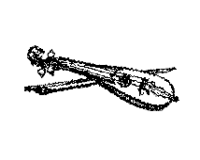
Dessin d'une gigue

La gigue est un instrument de musique du Moyen Âge à cordes frottées de la famille des vièles, dont elle était le membre le plus petit avec le rebec.